# Ray Noble
Raymond Stanley Noble (17 de dezembro de 1903 - 2 de abril de 1978) foi um líder de banda, compositor, arranjador, comediante de rádio e ator inglês. Noble escreveu letras e músicas para muitas músicas populares durante a era da banda de dança britânica, conhecida como "Era de Ouro da música britânica", principalmente para seu amigo de longa data e associado Al Bowlly, incluindo "Love Is the Sweetest Thing", "Cherokee", "The Touch of Your Lips", "I Hadn't Anyone Till You", e sua marca registrada, "The Very Thought of You". Noble também interpretou um comediante de rádio, ao lado do ator teatral norte-americano Edgar Bergen, Mortimer Snerd e Charlie McCarthy, e da dupla de comédia americana Burns e Allen, posteriormente transferindo esses papéis do rádio para a TV e filmes populares.

## Início de vida e carreira
Noble nasceu em 1 Montpelier Terrace, na área de Montpelier, em Brighton, Inglaterra. Uma placa azul na casa o comemora.
Noble estudou na Royal Academy of Music e em 1927 venceu uma competição para o melhor orquestrador de bandas de dança britânicas que foi anunciado no Melody Maker. Em 1929, tornou-se líder da New Mayfair Dance Orchestra, uma banda de estúdio da HMV Records que apresentava membros de muitas das principais orquestras de hotéis da época. (A Noble gravou prolificamente durante esse período e o US Victor lançou muitas de suas gravações no HMV).[carece de fontes?]
O vocalista mais popular da banda de estúdio da Noble foi Al Bowlly, que se juntou em 1930. Durante esse período, Noble co-escreveu "Turkish Delight", "By the Fireside" e "Goodnight, Sweetheart". A última música foi o hit número um de Guy Lombardo nas paradas dos Estados Unidos. Também foi usado (com vocais de Al Bowlly) na série de televisão original Star Trek, episódio The City on the Edge of Forever.

## Carreira nos Estados Unidos
Noble se mudou para Nova York em 1934. As gravações Bowlly/Noble com a New Mayfair Dance Orchestra britânica no HMV alcançaram popularidade nos Estados Unidos e a Noble obteve vários sucessos número um nas paradas de singles pop dos EUA:
- "Love is the Sweetest Thing", 1933, #1, durante cinco semanas;
- "Old Spinning Wheel", 1934, #1, por três semanas;
- "The Very Thought of You", 1934, #1, durante cinco semanas;
- "Isle of Capri", 1935, #1, durante sete semanas;

e com a banda americana:
- "Paris in the Spring", 1935, #1 por 1 semana.

Noble levou Al Bowlly e seu baterista Bill Harty para os EUA e pediu a Glenn Miller para recrutar músicos americanos para completar a banda. Miller tocou trombone na orquestra Ray Noble, que apresentou a composição de Glenn Miller, "Dese Dem Dose", como parte do medley "Dese Dem Dose/Uma hora atrás, neste minuto/solidão" durante uma apresentação no Rainbow Room em 1935. A banda americana Ray Noble teve uma participação bem-sucedida no Rainbow Room, em Nova York, com Bowlly como vocalista principal.
Embora Noble não fosse cantor, ele apareceu duas vezes como inglês da classe alta em dois de seus discos mais populares de Nova York, o "Top Hat" de 1935 e o "Slumming on Park Avenue" de 1937. Noble também foi um arranjador que marcou muitos hits recordes na década de 1930: "Mad About the Boy" (1932), "Paris in the Spring" (1935) e "Easy to Love" (1936).
Noble e sua orquestra apareceram no filme de 1937, A Damsel in Distress, com Fred Astaire, Joan Fontaine, George Burns e Gracie Allen. Noble interpretou um personagem um tanto "denso" que estava apaixonado por Gracie Allen. Al Bowlly retornou à Inglaterra em 1938, mas Noble continuou a liderar bandas na América, entrando em uma carreira de ator, retratando um estereotipado idiota inglês de classe alta.
Ray Noble tocava piano, mas raramente fazia isso com sua orquestra. Em um curta de filme da década de 1940, com Ray Noble e Buddy Clark (um de seus cantores de banda mais populares), Ray Noble é convidado pelo locutor a tocar um de seus sucessos mais populares. Ele se senta ao piano e toca "Goodnight, Sweetheart".
Ray Noble forneceu música para muitos programas de rádio como The Chase e Sanborn Hour, The Charlie McCarthy Show, Burns e Allen e On Stage com Cathy e Elliott Lewis e também apareceu em alguns de seus filmes. Ele trabalhou com Bergen por quase quinze anos, tocando o papel de McCarthy e do devagar Mortimer Snerd, e sua orquestra apareceu com Edgar Bergen no filme de 1942, Here We Go Again. Ele também forneceu a orquestração para a biografia de Lou Gehrig, em 1942, The Pride of the Yankees, estrelado por Gary Cooper. Os últimos grandes sucessos da Noble como líder de banda vieram com Buddy Clark no final da década de 1940.

## Aposentadoria
O programa de TV ventríloquo terminou em meados da década de 1950, e Noble se retirou para Santa Barbara, Califórnia. No final dos anos 60, a Noble se mudou para Jersey, nas Ilhas do Canal. Em março de 1978, ele voou para Londres para tratamento de câncer e depois morreu da doença em um hospital de Londres.
As estações de rádio especializadas em bandas de dança continuam tocando seus discos. Ray Noble também participou regularmente do programa Manx Radio Sweet & Swing, apresentado por Howard Caine.

## Honras póstumas
- Em 1987, Noble foi introduzido no Big Band e no Jazz Hall of Fame.
- Em 1996, Noble foi introduzido no Hall da fama dos compositores.
- Em 2005, "The Very Thought of You", gravado por Ray Noble e sua orquestra em Victor em 1934, recebeu o Prêmio Grammy Hall of Fame

## Na cultura popular
- Em 1938, a composição nobre "You're So Desirable" foi gravada por Billie Holiday e Teddy Wilson
- A gravação de "Midnight, the Stars and You" de 1934 no Noble and Bowlly foi destacada na trilha sonora do filme de 1980 de Stanley Kubrick, The Shining
- Em 1990, a composição nobre "You're So Desirable" foi gravada por Robert Palmer
- No filme de 1990, The Russia House, protagonista "Barley" Blair, interpretado por Sean Connery, é retratado como tendo tocado na "grande banda de Ray Noble"[6]